# Джиримское
Джири́мское (Джирим, хак. Чирім) — озеро в Ширинском районе Хакасии
Находится в Чулымо-Енисейской котловине, в 10 км северо-восточнее озера Белё, на восточной окраине села Джирим. Относится к группе Белё-Ширинских бессточных озёр.
Площадь водной поверхности — 236,7 га, средняя глубина — 2-3 м, длина озера — около 2 км, длина береговой линии — 6,8 км. Абсолютная отметка уреза воды — 316,8 м. Южные и восточные берега частично заболочены. Минерализация составляет 4-6 мг/дм³, вода хлористая, сернокисло-натриевая. Используется в рекреационных и хозяйственно-бытовых целях.